# اچ‌تی‌سی وان اس
اچ‌تی‌سی وان اس (به انگلیسی: HTC One S) یک گوشی هوشمند دارای سیستم عامل اندروید نسخه ۴٫۰ است که در ماه فوریه سال ۲۰۱۲ معرفی شد.

## سخت‌افزار
نمایشگر
اچ‌تی‌سی وان اس دارای نمایشگری لمسی خازنی از نوع سوپر ای‌اِم‌اواِل‌ای‌دی پیشرفته (Super AMOLED Advanced) است که دارای تفکیک‌پذیری ۵۴۰×۹۶۰ پیکسل و در اندازه ۴٬۳ اینچ است. نمایشگر وان اس از قابلیت لمس چندگانه (مولتی تاچ) پشتیبانی می‌کند.
پردازنده
پردازشگر اچ‌تی‌سی وان اس از نوع دوهسته‌ای با تراشه MSM8260A شرکت کوآلیکام و با فرکانس ۱٬۵ گیگاهرتز است، پردازنده گرافیکی این تلفن از نوع آدرنو ۲۲۵ است.
حافظه
این تلفن هوشمند دارای ۱ گیگابایت حافظه رم و ۱۶ گیگابایت حافظه داخلی است.
دوربین
دوربین اچ‌تی‌سی وان اس ۸ مگاپیکسل همراه با فلاش ال‌ای‌دی، فوکوس خودکار، فوکوس لمسی، قابلیت‌های تشخیص چهره و لبخند و ژئوتگینگ است، دوربین این تلفن از فیلمبرداری ۱۰۸۰پی با سرعت ۳۰ فریم بر ثانیه پشتیبانی می‌کند. این تلفن دوربین جلویی جهت مکالمه تصویری دارد.